# Maria Reiter
Maria Josepha "Mitzi" Reiter (Berchtesgaden, Imperio Alemán; 23 de diciembre de 1911 - Múnich, Alemania 28 de julio de 1992) fue una mujer alemana relacionada con Adolf Hitler, con quien tuvo una corta relación amorosa.

## Biografía
Maria "Mitzi" Reiter era hija de un oficial cofundador del Partido Socialdemócrata de Alemania en Berchtesgaden, Obersalzberg,  Karl Reiter-Wenger, y su esposa Mara, y tenía otros tres hermanos.
En 1926, Mitzi, a sus 17 años, era una hermosa jovencita rubia que cumplía la apariencia del ideario nazi y trabajaba en una tienda de su padre en Berchtesgaden cuando conoció a Hitler (37 años) mediante su hermana Paula Hitler en una tienda textil, mientras este paseaba a sus perros. Mitzi se las arregló para acercarse a Hitler y captar su atención, a lo cual él accedió, invitándola al Berghof. 
De este modo, Mitzi inició una relación que fue tornándose extraña, ya que según propias declaraciones en 1959, al cabo de un año Hitler intentó convertirla en su amante, invitación que ella declinó en espera de una propuesta de matrimonio.  
Hitler rehusó la pretensión de Reiter para casarse y le pidió que le esperara, ya que tenía una misión que cumplir. Sin embargo, Hitler previendo que esta relación le sería políticamente perjudicial, se alejó de la joven, sumiéndola en una depresión que, sumada a la muerte de su madre por cáncer en esa misma fecha (29 de noviembre de 1926), la llevó ese mismo año a cometer un intento de suicidio que su cuñado impidió que se consumara. 
Maria Reiter nunca dejó de admirar a Hitler, a pesar de casarse en 1930 con un hotelero de Berchtesgaden, Fernand Woldrich, matrimonio que fracasó rápidamente en 1931.
Rudolf Hess acercó nuevamente en 1934 a Maria Reiter, ya divorciada, al círculo hitleriano, y aparentemente la relación se reinició efímeramente; Hitler volvió a pedirle que fuera su amante, pero Reiter insistió en una propuesta de matrimonio; Hitler, quien no quería verse involucrado con una divorciada, encargó a Hans Frank ver el caso de divorcio de Reiter. No obstante, Hitler se estabilizó en 1935 con Eva Braun, y no volvieron a verse bajo ese mismo escenario.
Reiter se casó entonces con un joven oficial de las SS, Georg Kubisch, un Hauptsturmführer, ayudante de Joseph Goebbels que murió en acción en el sitio de Dunkerque en 1940.  
Hitler envió a Reiter un centenar de rosas rojas como expresión de duelo. Estos hechos, solo conocidos en el círculo íntimo de Hitler, fueron sacados a la luz pública durante una entrevista a la hermana del gobernante, Paula Hitler y a Maria Reiter en 1959, después de la guerra.
La pista de Maria Reiter se pierde después de la guerra y solo se supo que se había casado en noviembre de 1945 con un oficial de la SS discapacitado físicamente durante la guerra en Noruega llamado Walter Zierahn; no tuvo descendencia y falleció en 1992, siendo enterrada en un cementerio de Múnich.